# دينتون فاسل
دينتون فاسل (بالإنجليزية: Denton Vassell)‏ مواليد 13 سبتمبر 1984 في مانشستر، هو ملاكم محترف إنجليزي يصنف ضمن فئة وزن الوسط بدأ مسيرته الاحترافية سنة 2006 حيث انتصر في نزاله الأول.

## إحصائيات
خاض خلال مسيرته 27 نزالا، فاز في 23 ولم يتعادل وخسر في 4. فاز بالضربة القاضية في 11 نزالا.

## روابط خارجية
- دينتون فاسل على موقع بوكس ريك (الإنجليزية) (registration required)